# Babinci
Babinci je naselje u slovenskoj Općini Ljutomeru. Babinci se nalazi u pokrajini Štajerskoj i statističkoj regiji Pomurju. 

## Stanovništvo
Prema popisu stanovništva iz 2002. godine naselje je imalo 292 stanovnika.